# 쓰르라미 울 적에 축제
《쓰르라미 울 적에 축제》(일본어: ひぐらしのなく頃に祭 히구라시노 나쿠 코로니 마츠리[*])는 동인 서클・07th Expansion이 제작한 동인 게임 《쓰르라미 울 적에》를 원작으로 한 플레이스테이션 2용 사운드 노벨이다. 2007년 2월 22일에 알케미스트/디지털 게인 (현:가가 크리에이트)에서 발매했다.
같은 해 12월 20일에는 유저들의 러브콜에 대응해 큰폭으로 여러 가지 요소를 도입한 《쓰르라미 울 적에 축제 조각 놀이》 및 기존 유저용 《쓰르라미 울 적에 축제 조각 놀이・어펜드 판》이 발매되었다.
타이틀 《ひぐらしのなく頃に祭》에서 "な" 및 "祭"는 붉은 글씨로 표기한다.
원작자 및 시나리오 감독은 용기사07. 시나리오는 가노 기이치가 맡았다.